# حسنی کوه
حسنی کوه، روستایی از اطراف بخش رحیم‌آباد شهرستان رودسر در استان گیلان ایران است.

## جمعیت
این روستا در دهستان شوئیل قرار دارد و براساس سرشماری مرکز آمار ایران در سال 1403 آن 40 نفر (4خانوار) بوده‌است.